# Anycles brinkleyi
Anycles brinkleyi är en fjärilsart som beskrevs av Rothschild 1912. Anycles brinkleyi ingår i släktet Anycles och familjen björnspinnare. Inga underarter finns listade i Catalogue of Life.